# SC Rot-Weiß Oberhausen-Rhld. 1904 2012-2013
Questa voce raccoglie le informazioni riguardanti il SC Rot-Weiß Oberhausen-Rhld. 1904 nelle competizioni ufficiali della stagione 2012-2013.

## Stagione
Nella stagione 2012-2013 il Rot Weiss Oberhausen, allenato da Peter Kunkel, concluse il campionato di Regionalliga ovest all'8º posto.

## Rosa
| N. |                        | Ruolo | Calciatore            |
| -- | ---------------------- | ----- | --------------------- |
| 1  | Germania (bandiera)    | P     | Niklas Hartmann       |
| 2  | Germania (bandiera)    | D     | Christoph Caspari     |
| 3  | Germania (bandiera)    | D     | Benjamin Weigelt      |
| 4  | Grecia (bandiera)      | D     | Angelos Eleftheriadis |
| 5  | Germania (bandiera)    | D     | Tobias Hötte          |
| 6  | Giappone (bandiera)    | C     | Ken Asaeda            |
| 7  | Germania (bandiera)    | C     | Marcel Landers        |
| 7  | Germania (bandiera)    | C     | Karoj Sindi           |
| 8  | Germania (bandiera)    | C     | Alexander Scheelen    |
| 9  | Germania (bandiera)    | A     | David Loheider        |
| 10 | Italia (bandiera)      | A     | Mike Terranova        |
| 11 | Germania (bandiera)    | A     | Tim Eckstein          |
| 13 | Germania (bandiera)    | A     | Sebastian Mützel      |
| 14 | Inghilterra (bandiera) | D     | Rhys Tyler            |
| 15 | Germania (bandiera)    | C     | Marvin Grumann        |

| N. |                     | Ruolo | Calciatore         |
| -- | ------------------- | ----- | ------------------ |
| 17 | Germania (bandiera) | D     | Jörn Nowak         |
| 18 | Germania (bandiera) | C     | Kevin Steuke       |
| 19 | Giappone (bandiera) | C     | Hiromu Watahiki    |
| 20 | Germania (bandiera) | A     | Michael Smykacz    |
| 21 | Germania (bandiera) | C     | Ralf Schneider     |
| 23 | Germania (bandiera) | C     | Pascale Talarski   |
| 24 | Germania (bandiera) | D     | Stephan Boachie    |
| 25 | Germania (bandiera) | P     | Sebastian Tiszai   |
| 26 | Germania (bandiera) | A     | Gökhan Lekesiz     |
| 27 | Germania (bandiera) | C     | Patrick Bauder     |
| 31 | Germania (bandiera) | D     | Felix Haas         |
| 33 | Germania (bandiera) | P     | Thorben Krol       |
| 44 | Germania (bandiera) | P     | Patrick Nettekoven |
|    | Germania (bandiera) | A     | Kevin Menke        |

## Organigramma societario
Area tecnica
- Allenatore: Peter Kunkel
- Allenatore in seconda:
- Preparatore dei portieri: Dirk Langerbein
- Preparatori atletici:
- Analisi video:

## Calciomercato

### Sessione estiva
| Acquisti | Acquisti              | Acquisti            | Acquisti |
| R.       | Nome                  | da                  | Modalità |
| -------- | --------------------- | ------------------- | -------- |
| C        | Ken Asaeda            | Wuppertal           |          |
| C        | Patrick Bauder        | Wolfsburg II        |          |
| D        | Stephan Boachie       | Wiedenbrück         |          |
| D        | Christoph Caspari     | Bochum II           |          |
| A        | Tim Eckstein          | Norimberga II       |          |
| D        | Angelos Eleftheriadis | Agrotikos Asteras   |          |
| D        | Tobias Hötte          | RW Oberhausen U19   |          |
| A        | David Loheider        | Schalke 04 II       |          |
| A        | Sebastian Mützel      | Norimberga II       |          |
| P        | Patrick Nettekoven    | Bayer Leverkusen II |          |
| D        | Jörn Nowak            | Siegen              |          |
| C        | Ralf Schneider        | FSV Francoforte II  |          |
| C        | Karoj Sindi           | VVV-Venlo (J)       |          |
| D        | Benjamin Sturm        | Memmingen           |          |
| C        | Pascale Talarski      | Duisburg U19        |          |
| D        | Rhys Tyler            | Rot-Weiß Erfurt     |          |
| C        | Hiromu Watahiki       | hFC Ober-Rosbach    |          |

| Cessioni | Cessioni             | Cessioni               | Cessioni |
| R.       | Nome                 | a                      | Modalità |
| -------- | -------------------- | ---------------------- | -------- |
| D        | Felix Schiller       | Magdeburgo             |          |
| C        | Florian Abel         | Wuppertal              |          |
| C        | Yohannes Bahcecioglu | Hilal Maroc Bergheim   |          |
| D        | Felicio Brown        | Norimberga II          |          |
| A        | Fatih Candan         | Viktoria Colonia       |          |
| D        | Kevin Corvers        | TV Jahn Hiesfeld       |          |
| P        | Semih Demirhat       | 1. FC Wülfrath         |          |
| D        | Fatih Duran          | TuRU Düsseldorf        |          |
| C        | Anel Džaka           | Coblenza               |          |
| A        | Marvin Ellmann       | Rot-Weiss Essen        |          |
| C        | Danijel Gatarić      | Sportfreunde Lotte     |          |
| C        | Serkan Göcer         | Saarbrücken            |          |
| D        | Jeff Gyasi           | Wehen Wiesbaden        |          |
| C        | Nedim Hasanbegović   | Lubecca                |          |
| A        | David Jansen         | Chemnitz               |          |
| C        | Mario Klinger        | Eintracht Treviri      |          |
| D        | Kevin Kolberg        | TV Jahn Hiesfeld       |          |
| C        | Timo Kunert          | Sportfreunde Lotte     |          |
| P        | Michael Melka        | Alemannia Aquisgrana   |          |
| D        | Dimitrios Pappas     | Velbert                |          |
| D        | Benjamin Reichert    | Wuppertal              |          |
| A        | Jannis Schliesing    | Bochum II              |          |
| C        | Kevin Steuke         | Rot-Weiß Oberhausen II |          |
| A        | Junior Torunarigha   | Neustrelitz            |          |
| D        | Tobias Willers       | Sportfreunde Lotte     |          |

### Sessione invernale
| Acquisti | Acquisti        | Acquisti      | Acquisti |
| R.       | Nome            | da            | Modalità |
| -------- | --------------- | ------------- | -------- |
| C        | Marcel Landers  | Wuppertal     |          |
| A        | Michael Smykacz | Schalke 04 II |          |
| D        | Felix Haas      | Wuppertal     |          |

| Cessioni | Cessioni         | Cessioni         | Cessioni |
| R.       | Nome             | a                | Modalità |
| -------- | ---------------- | ---------------- | -------- |
| D        | Benjamin Sturm   | SV Wilhelmshaven |          |
| D        | Dominik Borutzki | TV Jahn Hiesfeld |          |

## Risultati

### Regionalliga

#### Girone di andata
| Arbitro: | Steuer |

|                         |           |                                     |
| Schneider 55’ Nowak 66’ | Marcatori | 35’ Grund 68’, 87’ Koep 90’ Ellmann |

| Arbitro: | Schmitz |

|                           |           |              |
| Torres 21’, 90’ Sabah 42’ | Marcatori | 13’ Eckstein |

| Arbitro: | Sevinc |

|               |           |  |
| Terranova 53’ | Marcatori |  |

| Arbitro: | Börner |

|                    |           |                             |
| Krause 7’ Kerr 67’ | Marcatori | 18’ Sturm 21’, 50’ Talarski |

| Arbitro: | Winkmann |

|                             |           |                                 |
| Mützel 38’, 44’ Weigelt 56’ | Marcatori | 12’ Schmidt 81’ (rig.) Schröder |

| Arbitro: | Siewer |

|                           |           |  |
| Müller 25’ Bouhaddouz 82’ | Marcatori |  |

| Arbitro: | Thomsen |

|  |           |                                     |
|  | Marcatori | 37’, 67’ Przybyłko 51’ (aut.) Tyler |

| Arbitro: | Altgeld |

|                      |           |           |
| Wolze 44’ Kalski 74’ | Marcatori | 4’ Mützel |

| Arbitro: | Rott |

|                       |           |            |
| Loheider 6’ Nowak 88’ | Marcatori | 41’ Ndjeng |

| Arbitro: | Bläser |

|                         |           |                                                                   |
| Janeczek 54’ Göttel 68’ | Marcatori | 22’ (rig.) Weigelt 37’ Hötte 70’ Loheider 84’ Nowak 86’ Schneider |

| Arbitro: | Glasmacher |

|                          |           |                                   |
| Weigelt 75’ Talarski 84’ | Marcatori | 17’ Balogun 62’ (rig.) Fomitschow |

| Arbitro: | Stegemann |

|          |           |                           |
| Bulut 9’ | Marcatori | 12’, 72’ Mützel 44’ Tyler |

| Arbitro: | Waschitzki-Günther |

|  |           |            |
|  | Marcatori | 20’ Eckert |

| Arbitro: | Siewer |

|                                      |           |           |
| Fleßers 5’ Knappmann 49’ Landers 56’ | Marcatori | 29’ Sindi |

| Arbitro: | Steffens |

|           |           |                  |
| Nowak 21’ | Marcatori | 70’ (aut.) Hötte |

| Arbitro: | Thomsen |

|                                                      |           |               |
| Sindi 15’ (aut.) Fischer 38’ Gatarić 73’ Schmidt 82’ | Marcatori | 79’ Terranova |

| Arbitro: | Bläser |

|                          |           |             |
| Mützel 39’ Terranova 76’ | Marcatori | 44’ Siefkes |

| Arbitro: | Frömel |

|  |           |                 |
|  | Marcatori | 24’ Veselinović |

| Arbitro: | Sevinc |

|                |           |  |
| Karagülmez 90’ | Marcatori |  |

#### Girone di ritorno
| Arbitro: | Siewer |

|                     |           |                   |
| Soukou 5’ Grund 70’ | Marcatori | 72’ (rig.) Mützel |

| Arbitro: | Rott |

|               |           |                           |
| Terranova 53’ | Marcatori | 85’ Pliatsikas 88’ Torres |

| Arbitro: | Thomsen |

|                  |           |           |
| Janas 52’ (rig.) | Marcatori | 54’ Nowak |

| Arbitro: | Altgeld |

|                   |           |                                    |
| Bauder 90’ (rig.) | Marcatori | 76’, 87’ (rig.), 90’ (rig.) Okumak |

| Arbitro: | Frömel |

|  |           |                                 |
|  | Marcatori | 44’ Terranova 90’ (rig.) Bauder |

| Arbitro: | Thomsen |

|                         |           |  |
| Talarski 53’ Mützel 64’ | Marcatori |  |

| Arbitro: | Waschitzki-Günther |

|                            |           |                                      |
| Musculus 17’ Przybyłko 28’ | Marcatori | 68’ Talarski 73’ Smykacz 85’ Landers |

| Arbitro: | Visse |

|                      |           |  |
| Nowak 20’ Bauder 36’ | Marcatori |  |

| Arbitro: | Glasmacher |

|                      |           |  |
| Kraus 54’ Kialka 78’ | Marcatori |  |

| Arbitro: | Rott |

|  |           |                    |
|  | Marcatori | 34’ Stang 66’ Korb |

| Arbitro: | Bläser |

|  |           |                  |
|  | Marcatori | 30’, 84’ Smykacz |

| Oberhausen 13 aprile 2013, ore 14:00 CEST 31ª giornata | RW Oberhausen | 0 – 0 referto | Bochum II | Niederrheinstadion (1 934 spett.)\| Arbitro: \| Schmitz \| |
| Arbitro:                                               | Schmitz       |               |           |                                                            |

| Arbitro: | Kurtes |

|                        |           |                  |
| Zinken 73’ Shabani 80’ | Marcatori | 4’ (rig.) Bauder |

| Arbitro: | Winkmann |

|             |           |  |
| Caspari 38’ | Marcatori |  |

| Arbitro: | Steffens |

|             |           |                                     |
| Mutluer 72’ | Marcatori | 53’ Talarski 78’ Landers 81’ Bauder |

| Arbitro: | Kinhöfer |

|            |           |  |
| Bauder 90’ | Marcatori |  |

| Arbitro: | Brüggemann |

|                                 |           |  |
| Steffen 7’ Milik 49’ Hirsch 61’ | Marcatori |  |

| Siegen 19 maggio 2013, ore 14:00 CEST 37ª giornata | Siegen | 0 – 0 referto | RW Oberhausen | Leimbachstadion (1 550 spett.)\| Arbitro: \| Visse \| |
| Arbitro:                                           | Visse  |               |               |                                                       |

| Arbitro: | Kurtes |

|                                         |           |  |
| Bauder 23’, 87’ Terranova 72’, 74’, 90’ | Marcatori |  |

## Statistiche

### Statistiche di squadra
| Competizione       | Punti | In casa | In casa | In casa | In casa | In casa | In casa | In trasferta | In trasferta | In trasferta | In trasferta | In trasferta | In trasferta | Totale | Totale | Totale | Totale | Totale | Totale | DR |
| Competizione       | Punti | G       | V       | N       | P       | Gf      | Gs      | G            | V            | N            | P            | Gf           | Gs           | G      | V      | N      | P      | Gf     | Gs     | DR |
| ------------------ | ----- | ------- | ------- | ------- | ------- | ------- | ------- | ------------ | ------------ | ------------ | ------------ | ------------ | ------------ | ------ | ------ | ------ | ------ | ------ | ------ | -- |
| Regionalliga ovest | 53    | 19      | 9       | 3       | 7       | 26      | 23      | 19           | 7            | 2            | 10           | 28           | 33           | 38     | 16     | 5      | 17     | 54     | 56     | -2 |
| Totale             | 53    | 19      | 9       | 3       | 7       | 26      | 23      | 19           | 7            | 2            | 10           | 28           | 33           | 38     | 16     | 5      | 17     | 54     | 56     | -2 |

### Andamento in campionato
| Giornata  | 1  | 2  | 3  | 4  | 5  | 6  | 7  | 8  | 9  | 10 | 11 | 12 | 13 | 14 | 15 | 16 | 17 | 18 | 19 | 20 | 21 | 22 | 23 | 24 | 25 | 26 | 27 | 28 | 29 | 30 | 31 | 32 | 33 | 34 | 35 | 36 | 37 | 38 |
| --------- | -- | -- | -- | -- | -- | -- | -- | -- | -- | -- | -- | -- | -- | -- | -- | -- | -- | -- | -- | -- | -- | -- | -- | -- | -- | -- | -- | -- | -- | -- | -- | -- | -- | -- | -- | -- | -- | -- |
| Luogo     | C  | T  | C  | T  | C  | T  | C  | T  | C  | T  | C  | T  | C  | T  | C  | T  | C  | C  | T  | T  | C  | T  | C  | T  | C  | T  | C  | T  | C  | T  | C  | T  | C  | T  | C  | T  | T  | C  |
| Risultato | P  | P  | V  | V  | V  | P  | P  | P  | V  | V  | N  | V  | P  | P  | N  | P  | V  | P  | P  | P  | P  | N  | P  | V  | V  | V  | V  | P  | P  | V  | N  | P  | V  | V  | V  | P  | N  | V  |
| Posizione | 18 | 19 | 14 | 13 | 10 | 11 | 12 | 12 | 10 | 10 | 9  | 8  | 9  | 10 | 10 | 11 | 10 | 11 | 11 | 12 | 12 | 14 | 16 | 12 | 12 | 10 | 9  | 9  | 10 | 9  | 11 | 11 | 8  | 8  | 7  | 8  | 9  | 8  |

Legenda:

Luogo: C = Casa; T = Trasferta. Risultato: V = Vittoria; N = Pareggio; P = Sconfitta.

### Statistiche dei giocatori
| K. Asaeda        | 18 | 0 | 4 | 0 |
| P. Bauder        | 25 | 8 | 1 | 0 |
| S. Boachie       | 11 | 0 | 2 | 0 |
| D. Borutzki      | 12 | 0 | 4 | 0 |
| C. Caspari       | 30 | 1 | 4 | 0 |
| T. Eckstein      | 6  | 1 | 2 | 0 |
| A. Eleftheriadis | 1  | 0 | 0 | 0 |
| M. Grumann       | 6  | 0 | 0 | 1 |
| F. Haas          | 15 | 0 | 3 | 0 |
| N. Hartmann      | 7  | 0 | 2 | 0 |
| T. Hötte         | 22 | 1 | 3 | 0 |
| T. Krol          | 24 | 0 | 1 | 0 |
| K. Krystofiak    | 6  | 0 | 0 | 0 |
| M. Landers       | 16 | 2 | 1 | 0 |
| G. Lekesiz       | 7  | 0 | 1 | 0 |
| D. Loheider      | 13 | 2 | 4 | 0 |
| K. Menke         | 1  | 0 | 0 | 0 |
| S. Mützel        | 32 | 8 | 2 | 0 |
| P. Nettekoven    | 8  | 0 | 0 | 0 |
| J. Nowak         | 37 | 6 | 6 | 0 |
| A. Scheelen      | 0  | 0 | 0 | 0 |
| R. Schneider     | 32 | 2 | 5 | 0 |
| K. Sindi         | 20 | 1 | 0 | 0 |
| M. Smykacz       | 16 | 3 | 0 | 0 |
| K. Steuke        | 19 | 0 | 0 | 0 |
| B. Sturm         | 11 | 1 | 0 | 0 |
| P. Talarski      | 33 | 6 | 3 | 1 |
| M. Terranova     | 34 | 8 | 5 | 0 |
| S. Tiszai        | 0  | 0 | 0 | 0 |
| R. Tyler         | 14 | 1 | 3 | 0 |
| H. Watahiki      | 17 | 0 | 1 | 0 |
| B. Weigelt       | 26 | 3 | 3 | 1 |